# ماريا بيا من سافوي

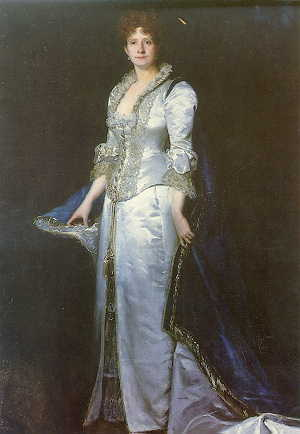
ملكة ماريا بيا

ماريا بيا من سافوي (14 فبراير 1847-5 يوليو 1911) هي عقيلة ملك لويس الأول ملك البرتغال الذين تزوجوا في 6 أكتوبر 1862 ووالدة كارلوس الأول ملك البرتغال وأفونسو أمير الملكي للبرتغال هي ابنة ملك إيطاليا الموحدة فيتوريو إمانويلي الثاني وشقيقة ملك إيطاليا أومبيرتو الأول وملك إسبانيا أميديو الأول وجدة لويس فيليبي أمير الملكي للبرتغال ومانويل الثاني ملك البرتغال.
أصبحت ملكة أرملة بعد وفاة زوجها عام 1889 بدأت تساهم في الأعمال الخيرية، تألمت من اغتيال ابنه وحفيده وشعرت بالضيق بالانقلاب العسكري في الخامس من أكتوبر عام 1910 خرجت مع العائلة إلى المنفى ولكن سرعان ما عادت إلى إيطاليا وتوفيت هناك عام 1911، ودفنت في البانثيون أسرة سافوي في بازيليكا سوبرغا.